# Bondola
La bondola est un cépage suisse de raisins noir.

## Origine et répartition géographique
Elle provient du sud de la Suisse et est cultivée sur environ 9 ha dans le Tessin au nord du Col du Monte Ceneri.

## Caractères ampélographiques
- Extrémité du jeune rameau cotonneux blanc.
- Jeunes feuilles duveteuses à plages bronzées.
- Feuilles adultes, 3 à 5 lobes avec des sinus supérieurs ouverts à fonds concaves, un sinus pétiolaire en V ouvert, des dents anguleuses, moyennes, un limbe duveteux et pubescent.

## Aptitudes culturales
La maturité est de deuxième époque: 15 jours après le chasselas. 

## Potentiel technologique
Les grappes sont moyennes et les baies sont de taille moyenne. La grappe est cylindrique ou pyramidale. Le cépage est de bonne vigueur mais d'une fertilité irrégulière. Elle est sensible à la pourriture à cause de la pellicule mince.
Elle donne des vins rouges intense, moyennement alcoolique et avec assez d'acidité. La qualité du vin est inférieur au merlot. La bondola a été remplacée souvent par merlot.
Assemblé avec des cépages locaux ou piémontais (freisa...), le vin est généralement vendu sous le nom nostrano.

## Synonymes
Bistershna Zhernina, bistriska crnina, blaustiel blau, bonda, bondoletta, briegler, bundula, chailloche, mohrenkoenig.
Le prié rouge est parfois aussi appelé bonda, d'où quelques confusions.

## Sources
1. ↑  https://archive.wikiwix.com/cache/20160304000000/http://www.vivc.de/datasheet/dataResult.php?data=1546.